# María Victoria Marzol Jaén
Marí Victoria Marzol Jaén es una científica española, cuya investigación ha estado centrada en la climatología regional y la climatología aplicada. Es catedrática de Geografía Física en la Universidad de La Laguna (ULL), donde ha desarrollado su carrera académica hasta su jubilación, docente e investigadora desde 1978, y donde se licenció en Filosofía y Letras (sección de Geografía) ese mismo año. En 1987 se doctoró en Geografía e Historia, y en 1989 obtuvo la plaza de profesora titular en Geografía Física. Obtuvo la cátedra de Geografía Física en 2002.
Es una climatóloga especializada en el clima de Canarias. Ha participado en más de 40 proyectos de I+D+i y en treinta congresos científicos internacionales. Desde la década de 1990 investiga la niebla como recurso hídrico alternativo para zonas de sequía en Sudamérica que le sirvieron más tarde para estudiar la obtención de agua de las nubes para Canarias y las regiones del área del Magreb, como Marruecos.
Recibió el premio de Investigación Agustín de Bethencourt en 2003 y el premio a la labor de difusión del conocimiento y prestigio de la profesión del geógrafo por el Colegio de Geógrafos de Canarias en 2012. En 2017 fue galardonada con el premio anual del Instituto Universitario de Estudios de las Mujeres de la Universidad de La Laguna (ULL), reconocimiento que pretende dar a conocer la ciencia hecha por mujeres.
Es miembro del Consejo Científico de la Reserva de la Biosfera de La Gomera desde 2013. Ha realizado estancias en las universidades de Lisboa (1980) y Pontificia Católica de Chile (1995), Arequipa (1996) y Barcelona (1999).
Un proyecto por medio del cual se recoge agua de las nubes para abastecer a poblaciones rurales de Marruecos en el que participa Marzol Jaén recibió el reconocimiento de la Convención Marco de Naciones Unidas para el Cambio Climático, al ganar en octubre de 2016 el premio Momentum for Change. El proyecto se llama Women-led fog harvesting for resilient sustainable ecosystem, y se realiza en colaboración con la organización no gubernamental marroquí Dar Si Hmad.